# 양성태
양성태(楊成太, 1965년 2월 24일~)는 재일 한국인 남자 배구 선수, 지도자이다.
2000년 현역 은퇴를 선언하고 2004년 NEC 블루 로켓 감독으로 취임했으며, 2008년에 퇴임했다.